# Retzower Heide
Retzower Heide este o arie protejată (arie de protecție specială avifaunistică — SPA) din Germania întinsă pe o suprafață de 702 ha, integral pe uscat.

## Localizare
Centrul sitului Retzower Heide este situat la coordonatele 53°21′01″N 12°10′17″E / 53.3503°N 12.1714°E.

## Înființare
Situl Retzower Heide a fost declarat arie de protecție specială avifaunistică în aprilie 2008 pentru a proteja 3 specii de animale.

## Biodiversitate
Situată în ecoregiunea continentală, aria protejată nu include niciun habitat protejat.
La baza desemnării sitului se află mai multe specii protejate de  păsări (3): caprimulg (Caprimulgus europaeus), sfrâncioc roșiatic (Lanius collurio), ciocârlie de pădure (Lullula arborea).